# Mira Lobe

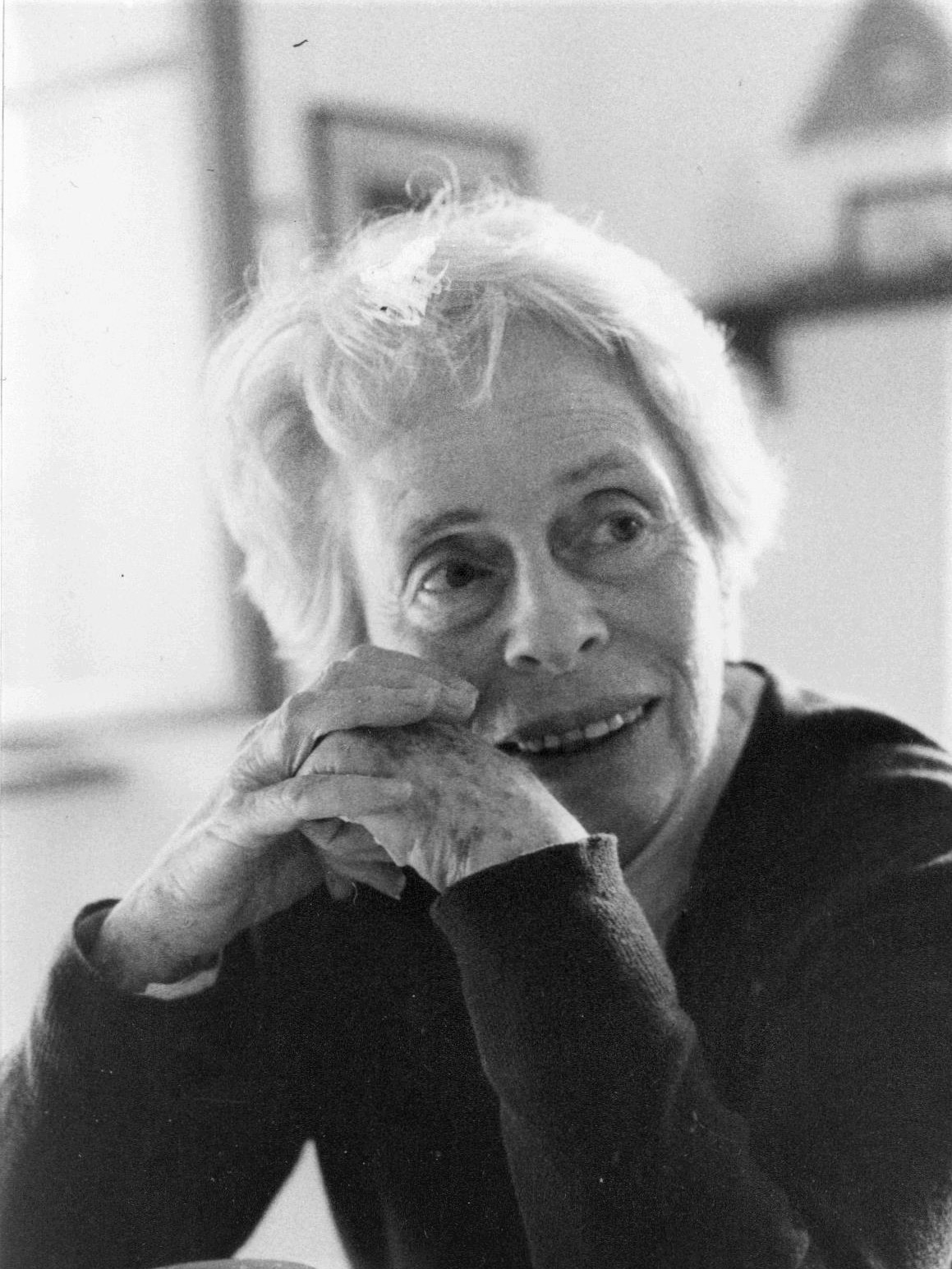
Mira Lobe, etwa 1990

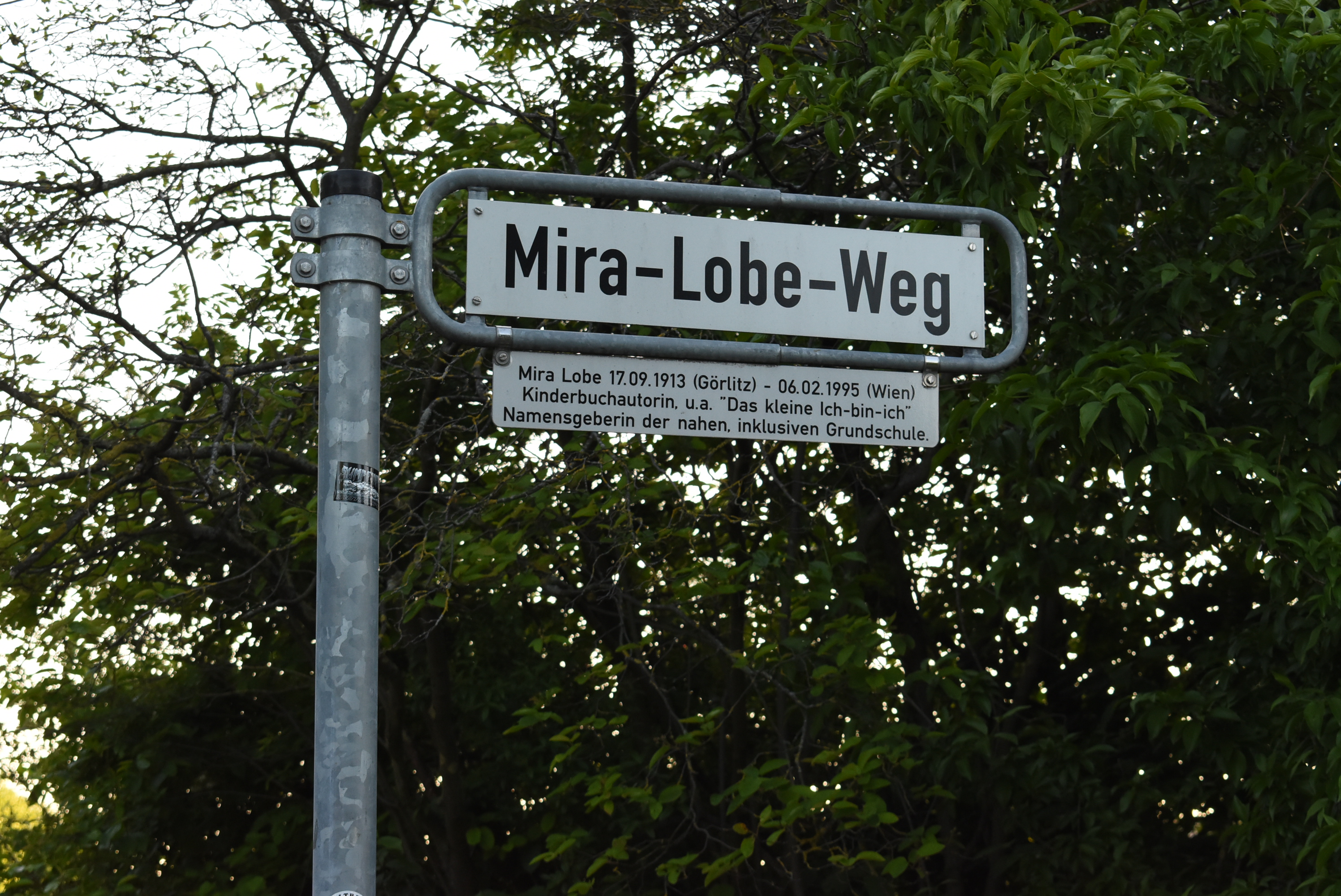
Nach Mira Lobe benannte Straße in Hannover nahe der „Mira Lobe Förder- und Oberschule“

Mira Lobe (* 17. September 1913 in Görlitz als Hilde Mirjam Rosenthal; † 6. Februar 1995 in Wien) war eine österreichische Kinderbuchautorin.

## Leben

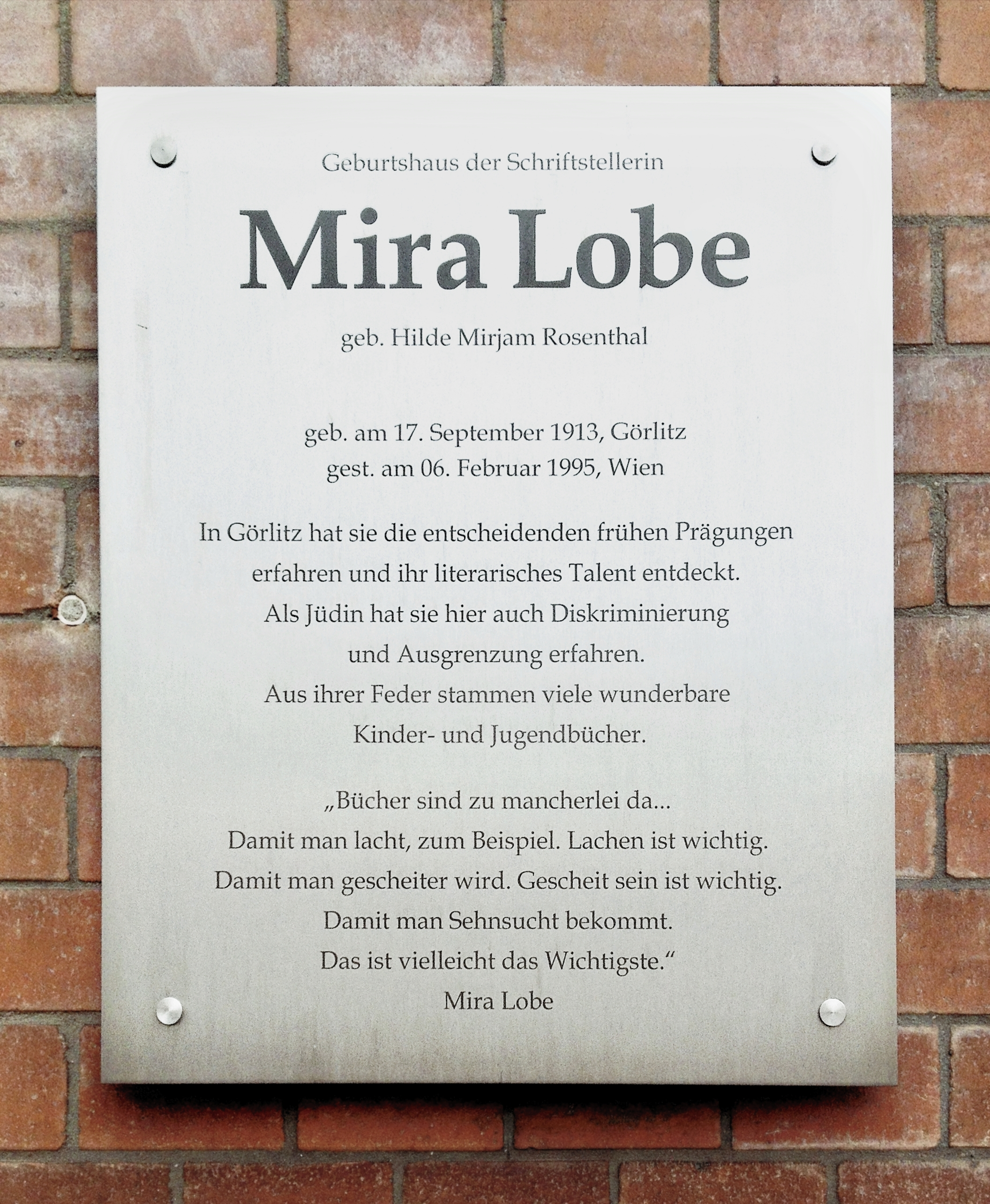
Gedenktafel an Mira Lobes Geburtshaus in Görlitz, eingeweiht 2013, anlässlich ihres 100. Geburtstages

Mira Lobe wurde 1913 in der niederschlesischen Handelsstadt Görlitz in einer jüdischen Kaufmannsfamilie geboren. Sie absolvierte hier das Gymnasium, wo sie 1933 Abitur machte. Nach ihrer Schulzeit wollte sie Germanistik und Kunstgeschichte studieren, jedoch war ihr dies als Jüdin untersagt. Nach Abschluss der Textil- und Modeschule in Berlin wanderte sie 1936 nach Palästina aus; Mutter und Schwester kamen später nach. Im Sommer 1940 heiratete sie den deutschen Schauspieler und Regisseur Friedrich Lobe (* 1889), der am Arbeitertheater „Ohel“ in Tel Aviv wirkte. 1943 wurde Tochter Claudia geboren. In dieser Zeit begann sie sich dem Verfassen und Illustrieren von Kinderbüchern zu widmen. Zunächst erschienen zwei Bilderbücher in hebräischer Sprache – die einzigen publizierten Kinderbücher, bei denen sowohl Text als auch Illustrationen von Mira Lobe stammen. 1947 kam Sohn Reinhardt zur Welt.

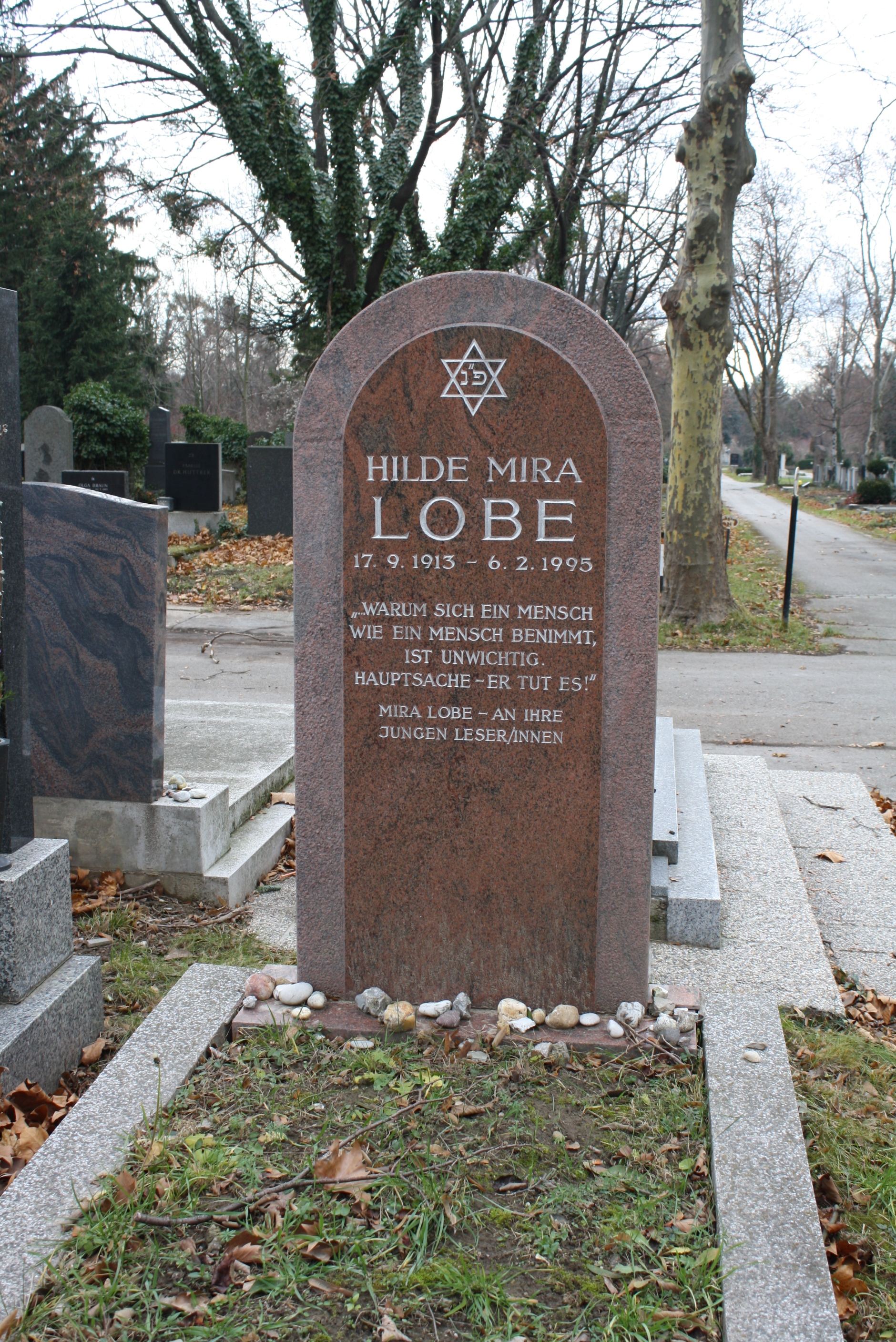
Grabstein von Mira Lobe in der Neuen Israelitischen Abteilung (4. Tor) auf dem Wiener Zentralfriedhof

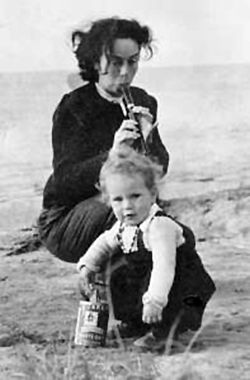
Mira Lobe, 1945 mit Blockflöte und ihrer Tochter Claudia in Israel (damals noch britisches Mandatsgebiet „Palästina“)

In ihrem 1948 in Tel Aviv in hebräischer Sprache erschienenen ersten Buch Insu-Pu (hebräischer Titel אי הילדים, „Insel der Kinder“) werden elf Kinder auf dem Weg nach Terranien, wo Frieden statt Krieg herrscht, zwar von einem versenkten Schiff auf ein Rettungsboot gebracht, von dort aber auf eine einsame Insel verschlagen. Sie schaffen es, einen perfekt funktionierenden Kinderstaat aufzubauen.
1951 kam Lobe mit ihrer Familie nach Wien, da ihr Mann ein Engagement am kommunistischen „Neuen Theater in der Scala“ erhalten hatte. Die sich zeitlebens als „alte Linke“ Bezeichnende trat der Kommunistischen Partei bei und blieb bis 1956 Mitglied. Im Neuen Theater in der Scala wurde im März 1953 auch ihr sozialkritisches, nämlich Arbeitslosigkeit thematisierendes Theaterstück für Kinder Herr Hecht und der Geheimverein aufgeführt (Regie Otto Tausig). Lobe veröffentlichte in diesen Jahren im kommunistischen Globus-Verlag und in dem gleichfalls KPÖ-nahen Wiener Schönbrunn-Verlag sechs Bücher sowie zahlreiche Beiträge in der Kinderzeitung Unsere Zeitung (UZ), die von der KPÖ-nahen „Demokratischen Vereinigung Kinderland“ herausgegeben wurde.
1957, ein Jahr nach Schließung der „Scala“ und nachdem ihrem Ehemann ein Vertrag am Deutschen Theater in Berlin angeboten worden war, folgte sie ihm in die DDR nach. Nur ein Jahr später kehrte die Familie Lobe nach Wien zurück, wo Friedrich Lobe am Theater in der Josefstadt engagiert wurde. Er starb am 20. November 1958 an einem Schlaganfall.
Mira Lobes Bücher erschienen seit 1958 hauptsächlich im SPÖ-nahen Jungbrunnen-Verlag, zu dem sie bereits 1954 im Zusammenhang mit der Weihnachtsaktion der Kinderfreunde Kontakte geknüpft hatte. Der Großteil der Bücher Mira Lobes wurde von Susi Weigel illustriert, die auch in den nächsten Jahrzehnten eng mit Lobe zusammenarbeitete. Ihre größten Erfolge feierte Lobe mit Die Omama im Apfelbaum (1965) und Das kleine Ich-bin-ich (1972). Insgesamt verfasste sie mehr als 100 Bücher für Kinder unterschiedlichen Alters, die in über 30 Sprachen übersetzt wurden. Ihr Erstling Insu-Pu wurde 1984 in Großbritannien unter dem Titel Children’s Island für das Fernsehen adaptiert.
Mira Lobe ist in der Neuen Israelitischen Abteilung (4. Tor) auf dem Wiener Zentralfriedhof begraben.

## Ehrungen

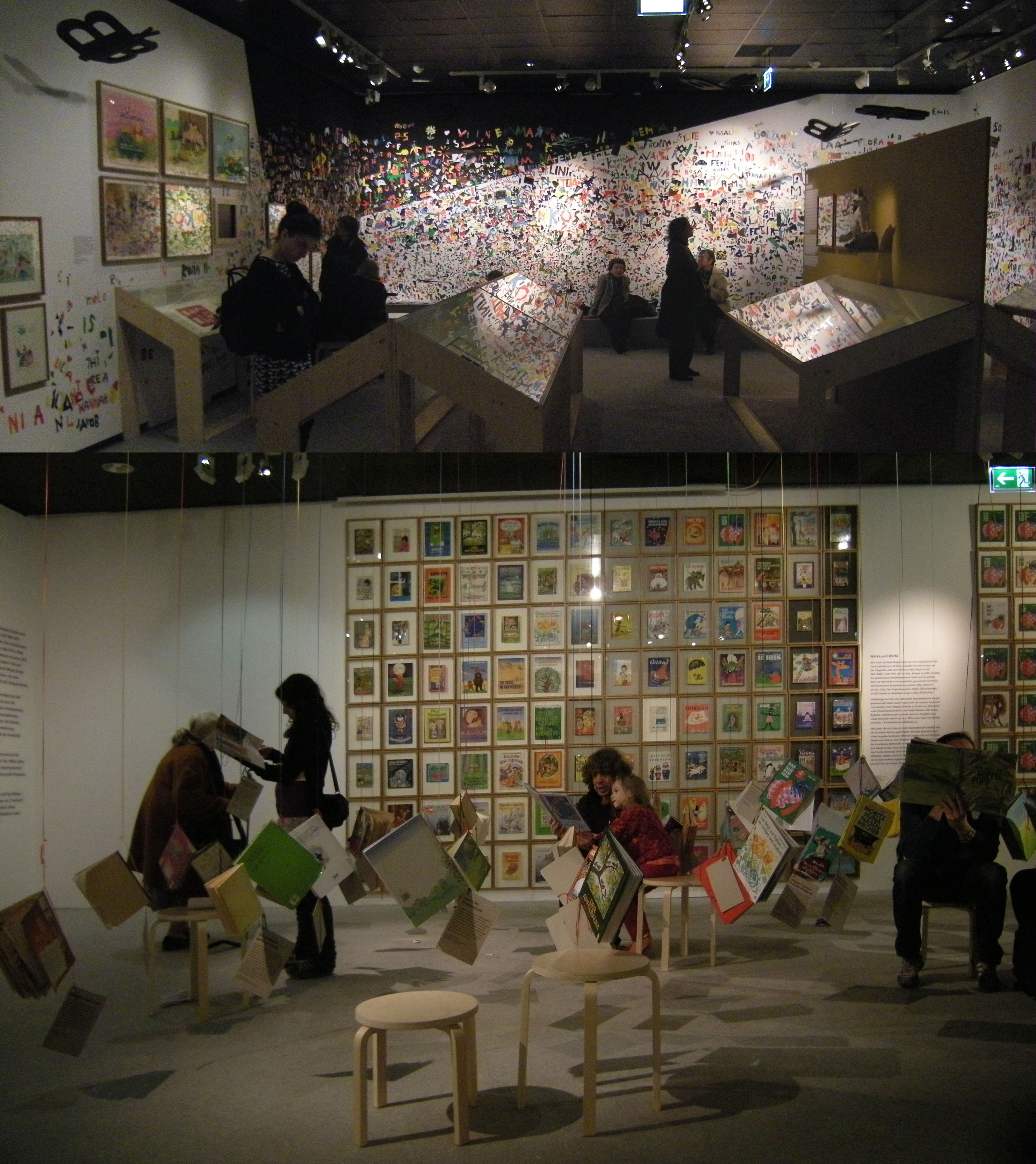
Ausstellung Mira Lobe – Susi Weigel im Wien Museum 2014/2015.
Im Hintergrund (unten) 112 Titelseiten von Lobes Büchern

1997 wurde der Mira-Lobe-Weg in der Nähe der Wohnhausanlage Trabrenngründe in Wien-Donaustadt nach der Autorin benannt. An ihm liegen eine Volksschule und ein Kindertagesheim der Stadt Wien.
2023 wurde der Gemeindebau in der Boschstraße 24 in Wien-Döbling, wo die Autorin bis zu ihrem Tod gelebt hatte, in Mira-Lobe-Hof benannt.
Ihren Namen trägt eine Sprachheilschule (Schule mit dem Förderschwerpunkt Sprachheilförderung) in Eppertshausen, die für den Ostteil des Landkreises Darmstadt-Dieburg (Hessen) zuständig ist. Zudem trägt seit 2014 eine Förderschule mit dem Schwerpunkt Geistige Entwicklung in Dortmund Hombruch den Namen Mira Lobe Schule.
In Annaberg, wo sie einen Zweitwohnsitz hatte, fand von Mai bis September 2013 die Ausstellung 100 Jahre Mira Lobe statt.
In Görlitz fand anlässlich von Mira Lobes 100. Geburtstag ein Symposium mit Festakt und Begleitprogramm statt. Unter dem Motto Zeit zu träumen, Zeit zu handeln gaben Referenten aus Wien, Salzburg und Görlitz Einblicke in Leben und Werk und Rezeptionsgeschichte.
Im Winter 2014/2015 war mit Ich bin ich – Mira Lobe und Susi Weigel eine Ausstellung im Wien Museum zu sehen, die sich zu einer der bestbesuchten Ausstellungen der Ära Kos entwickelte. Eine adaptierte Version dieser Ausstellung wurde vom 28. November 2015 bis 1. Mai 2016 im vorarlberg museum gezeigt.
Das österreichische Bundesministerium für Unterricht, Kunst und Kultur vergibt jährlich Mira-Lobe-Stipendien für Kinder- und Jugendliteratur.

## Werke
- Insu-Pu, 1948 (Hebräisch)
- Insu-Pu, die Insel der verlorenen Kinder, 1951 (Deutsch)
- Anni und der Film, 1952
- Ohne Hanni geht es nicht, 1952
- Der Tiergarten reißt aus, 1953
- Der Bärenbund, 1954
- Hänschen klein …, 1954[12]
- Der Anderl. Der Speckbacher-Bub erzählt vom Tiroler Freiheitskampf 1809, 1955
- Ich frag dich was, Herr Doktor …, 1956
- Flitz, der rote Blitz, 1956
- Bärli Hupf. Die ganz unglaubliche Geschichte von einem Teddybären und seinem Freund Kasperl, 1957
- Die Bondi-Mädels, 1957
- Titi im Urwald, 1957, Österreichischer Staatspreis für Kinder- und Jugendliteratur
- Ich wünsch mir einen Bruder, 1958
- Die Geschichte von Tapps, 1958
- Die vorwitzigen Schwestern, 1959
- Ich und du in Stadt und Land, 1959
- Rätsel um Susanne, 1960
- Wohin mit Susu? 1960
- Das 5. Entlein, 1961
- Hannes und sein Bumpam, 1961, Neuauflage 2014 in Originalversion, Preis der Stadt Wien für Kinder- und Jugendliteratur, in „Runners-Up-List“ des internationalen Hans Christian Andersen Award (IBBY)
- König Tunix, 1962
- Das große Rennen in Murmelbach, 1963
- Bimbulli, 1964
- Meister Thomas in St. Wolfgang, 1965
- Laßt euch 3 Geschichten erzählen, 1965
- Die Omama im Apfelbaum, 1965, Österreichischer Staatspreis für Kinder- und Jugendliteratur
- Das große Rentier und zwei andere Geschichten, 1966
- Pepi und Pipa, 1966
- Martina, der reifende Engel, 1966
- Meine kleine Welt, 1966
- Eli Elefant, 1967
- Das blaue Känguruh, 1968
- Bärli hupft weiter und mit ihm Kasperl und Nunuk, das Eisbärenkind, 1968
- Der kleine Drache Fridolin, 1969
- Maxi will nicht schlafen gehen, 1969
- Schatten im Auwald, 1970
- Das Städtchen Drumherum, 1970
- Denk mal Blümlein, 1971
- Das kleine Ich-bin-ich, 1972, Österreichischer Staatspreis für Kinder- und Jugendliteratur (Rezension auf KinderundJugendmedien.de); vertont von Elisabeth Naske[13]
- Katzenzirkus, 1973
- Willi Millimandl und der Riese Bumbum, 1973
- Kein Sterntaler für Monika, 1973
- Nikonorr, der Winterzauberer, 1974
- Der tapfere Martin, 1974
- Die Räuberbraut, 1974
- Das Zauberzimmer, 1974
- Komm, sagte die Katze, 1974
- Ingo und Drago, 1975
- Der ist ganz anders als ihr glaubt, 1976, Österreichischer Staatspreis für Kinder- und Jugendliteratur
- Komm, sagte der Esel, 1976
- Ein Vogel wollte Hochzeit machen, 1977
- Dann rufen alle Hoppelpopp, 1977
- Die Zaubermasche – Das Schloßgespenst, 1977
- Die Maus will raus, 1977
- Guten Abend, kleiner Mann, 1977
- Daniel und die Schlafhaubenlernmaschine, 1978
- Pfui, Ponnipott!, 1978
- Morgen komme ich in die Schule, 1979
- Rote Kirschen eß ich gern, 1979
- Hokuspokus in der Nacht, 1979
- Moritz Huna, Nasenriecher, 1980
- Der Apfelbaum, 1980
- Es ging ein Schneemann durch das Land, 1980
- Valerie und die Gute-Nacht-Schaukel, 1981, illustriert von Winfried Opgenoorth, um 1984 erste Vertonungsarbeit von Erich Meixner
- Der Tiergarten reißt aus, 1981
- Der kleine Troll und der große Zottel Tiny, 1981
- Bäbu – Der Bärenbund, 1982, überarbeitete Neuauflage von Der Bärenbund, 1954
- Ein Pilzkorb ist kein Regenschirm, 1983
- Das quiek-fidele Borstentier, 1983
- Schau genau, wo ist die Frau, 1983
- Der Dackelmann hat recht, 1983
- Christoph will ein Fest, 1984, illustriert von Winfried Opgenoorth
- Ein Haustier für Frau Pfefferkorn, 1984
- Ein Hobby für Frau Pfefferkorn, 1984
- Leb wohl, Fritz Frosch, 1985
- Das Waldkind, 1985
- Die Geggis, 1985 Kinderbuch, Jungbrunnenverlag; spätestens 1990 vertont von Erich Meixner für das Kindertheater Schmetterlinge, gespielt von Theater ASOU[14] und anderen
- Die Yayas in der Wüste, 1986
- Schweinchen Knut mit dem Hut, 1986
- Lollo, 1987
- Das Schloßgespenst, 1987
- Die Zauberschleife, 1987
- Das kleine Hokuspokus, 1988
- Käptn Reh auf hoher See, 1989
- Die Sache mit dem Heinrich, 1989
- Ein Schnabel voll für Hoppala, 1989
- Besser der Ball als du, 1989
- Hokuspokus in der Nacht, 1990
- Pitt will nicht mehr Pitt sein, 1990
- Wirle Wurle Wasserkind, 1990
- Der entführte Fridolin und andere Geschichten mit Anja und Niko, 1991
- Das fliegt und flattert – das knistert und knattert Michi fliegt um die Welt, 1991
- Dobbi Dingsda fängt ein Monster, 1992
- Die schönsten Tiergeschichten, Hörbuch, 2011